# Lista siturilor arheologice din județul Bacău - T
Lista siturilor arheologice din județul Bacău - T conține toate siturile arheologice din județul Bacău înscrise în Repertoriul Arheologic Național (RAN) și aflate în localități al căror nume începe cu litera T. RAN este administrat de Ministerul Culturii și Patrimoniului Național și cuprinde date științifice, cartografice, topografice, imagini și planuri, precum și orice alte informații privitoare la zonele cu potențial arheologic, studiate sau nu, încă existente sau dispărute.
Puteți căuta un sit din localitățile care încep cu litera T folosind formularul de mai jos sau puteți naviga prin toate siturile din județ la Lista siturilor arheologice din județul Bacău.
| Cod RAN                                   | Denumire | Localitate                            | Adresă         | Datare                                 | Descoperit | Coordonate                                    | Imagine           | Erori            |
| ----------------------------------------- | --- | ------------------------------------- | -------------- | -------------------------------------- | ---------- | --------------------------------------------- | ----------------- | ---------------- |
| 25834.01.01 (Cod LMI: BC-I-m-A-00751.01)  | Situl arheologic de la Târgu Trotuș - "Țârna Nouă" / ansamblu anonim (Categorie: locuire civilă) (Tip: Așezare urbană)                                                             | sat Târgu Trotuș, comuna Târgu Trotuș | Țârna Nouă     | sec. XIV - XVII                        |            | 46°16′26″N 26°40′07″E / 46.27389°N 26.66861°E | Încărcați imagine | Raportați eroare |
| 25834.01.02 (Cod LMI: BC-I-m-A-00751.02)  | Situl arheologic de la Târgu Trotuș - "Țârna Nouă" / ansamblu anonim (Categorie: locuire civilă) (Tip: Biserică)                                                                   | sat Târgu Trotuș, comuna Târgu Trotuș | Țârna Nouă     | sec. XIV                               |            | 46°16′26″N 26°40′07″E / 46.27389°N 26.66861°E | Încărcați imagine | Raportați eroare |
| 25834.01.03 (Cod LMI: BC-I-s-A-00751)     | Situl arheologic de la Târgu Trotuș - "Țârna Nouă" / ansamblu anonim (Categorie: locuire civilă) (Tip: necropola)                                                                  | sat Târgu Trotuș, comuna Târgu Trotuș | Țârna Nouă     | sec. XV-XVII                           |            | 46°16′26″N 26°40′07″E / 46.27389°N 26.66861°E | Încărcați imagine | Raportați eroare |
| 20974.01.01 (Cod LMI: BC-I-m-B-00750.03)  | Situl arheologic de la Târgu Ocna- Utidava / ansamblu anonim (Categorie: locuire civilă) (Tip: Așezare)                                                                            | oraș Târgu Ocna                       | Utidava        | Cucuteni                               |            |                                               | Încărcați imagine | Raportați eroare |
| 20974.01.02 (Cod LMI: BC-I-m-B-00750.02)  | Situl arheologic de la Târgu Ocna- Utidava / ansamblu anonim (Categorie: locuire civilă) (Tip: Așezare)                                                                            | oraș Târgu Ocna                       | Utidava        | Monteoru                               |            |                                               | Încărcați imagine | Raportați eroare |
| 20974.01.03 (Cod LMI: BC-I-m-B-00750.01)  | Situl arheologic de la Târgu Ocna- Utidava / ansamblu Cetatea Utidava (Categorie: locuire civilă) (Tip: cetate)                                                                    | oraș Târgu Ocna                       | Utidava        | geto-dacică sec. I a. Chr. - I p. Chr. |            |                                               | Încărcați imagine | Raportați eroare |
| 22371.01.01 (Cod LMI: BC-I-m-B-00748.03)  | Situl arheologic de la Tăvădărești - "Valea Glodului" / ansamblu anonim (Categorie: locuire civilă) (Tip: Așezare)                                                                 | sat Tăvădărești, comuna Dealu Morii   | Valea Glodului |                                        |            |                                               | Încărcați imagine | Raportați eroare |
| 22371.01.02 (Cod LMI: BC-I-m-B-00748.02)  | Situl arheologic de la Tăvădărești - "Valea Glodului" / ansamblu anonim (Categorie: locuire civilă) (Tip: Așezare)                                                                 | sat Tăvădărești, comuna Dealu Morii   | Valea Glodului |                                        |            |                                               | Încărcați imagine | Raportați eroare |
| 22371.01.03 (Cod LMI: BC-I-m-B-00748.01)  | Situl arheologic de la Tăvădărești - "Valea Glodului" / ansamblu anonim (Categorie: locuire civilă) (Tip: Așezare)                                                                 | sat Tăvădărești, comuna Dealu Morii   | Valea Glodului | geto-dacică sec. II - I a. Chr.        |            |                                               | Încărcați imagine | Raportați eroare |
| 22371.02.01 (Cod LMI: BC-I-s-B-00749)     | Așezarea medievală de la Tăvădărești - "Bălăneasa" / ansamblu anonim (Categorie: locuire civilă) (Tip: Așezare)                                                                    | sat Tăvădărești, comuna Dealu Morii   | Bălăneasa      | sec. XVI - XVII                        |            |                                               | Încărcați imagine | Raportați eroare |
| 25834.02.01 (Cod LMI: BC-II-m-A-00913.01) | Ansamblul bisericii "Sfinții Voievozi" de la Târgu Trotuș / ansamblu Biserica "Sfinții Voievozi" (Categorie: structură de cult/religioasă) (Tip: Biserică)                         | sat Târgu Trotuș, comuna Târgu Trotuș |                | 1730, adăugiri cca. 1800               |            |                                               | Încărcați imagine | Raportați eroare |
| 25834.02.01 (Cod LMI: BC-II-m-A-00913.01) | Ansamblul bisericii "Sfinții Voievozi" de la Târgu Trotuș / ansamblu Biserica "Sfinții Voievozi" / complex anonim (Categorie: structură de cult/religioasă) (Tip: turn clopotniță) | sat Târgu Trotuș, comuna Târgu Trotuș |                | 1800                                   |            |                                               | Încărcați imagine | Raportați eroare |
| 25834.02.02 (Cod LMI: BC-II-m-A-00913.02) | Ansamblul bisericii "Sfinții Voievozi" de la Târgu Trotuș / ansamblu anonim (Categorie: structură de cult/religioasă) (Tip: Turn clopotniță)                                       | sat Târgu Trotuș, comuna Târgu Trotuș |                | 1800                                   |            |                                               | Încărcați imagine | Raportați eroare |
| 25834.03.01                               | Ansamblul bisericii catolice de la Tg. Trotuș / ansamblu anonim (Categorie: construcție de cult) (Tip: biserică)                                                                   | sat Târgu Trotuș, comuna Târgu Trotuș |                | sec. XIV-XIX                           |            |                                               | Încărcați imagine | Raportați eroare |
| 25834.03.02                               | Ansamblul bisericii catolice de la Tg. Trotuș / ansamblu anonim (Categorie: construcție de cult) (Tip: necropola)                                                                  | sat Târgu Trotuș, comuna Târgu Trotuș |                | sec. XIV-XIX                           |            |                                               | Încărcați imagine | Raportați eroare |